# والتر كليمنس
والتر كليمنس (بالإنجليزية: Walter Clemens)‏ هو عالم سياسة أمريكي، ولد في 6 أبريل 1933.